# 井上光明
井上 光明（いのうえ みつあき、1986年7月4日 - ）は、東京都西東京市出身のプロアイスホッケー選手、アイスホッケー指導者。ポジションはゴールテンダー。オーストラリアン・アイスホッケーリーグ（AIHL）のニューキャッスル・ノーススターズに所属。愛称は"みっちゃん"、"みつ"。
史上初東京都出身のアジアリーグ選手であり、韓国のホッケーチームで正ゴールテンダーとして4シーズンプレイした初の日本人選手である。

## 経歴

### アマチュア時代
小学1年より東京都東伏見アイスアリーナ（現ダイドードリンコアイスアリーナ）を本拠地とする西武鉄道アイスホッケー部のジュニアチーム、西武ホワイトベアーズにてアイスホッケーを始める。小学2年時より当時監督の垣原功（当時支配人兼任）に才能を見出されゴールテンダーとなる。大会初優勝は小学３年時で本来は小学校高学年の大会で、選手の不足により特別参加である。
高校進学時には北海道の強豪校への進学も考慮したが、当時クラブチームが参加できる大きな大会は無かったにもかかわらず、色々な面で環境の整った東京の西武ホワイトベアーズ残留を選んだ。法政大学在学中はアイスホッケー部に所属。当時よりコクド（後のSEIBUプリンス ラビッツ）の合宿等に参加し、大学３年時より入団が内定していた。

### チャイナドラゴン時代
2009-10ルーキーシーズンは正式入団が確定していたにもかかわらずSEIBUプリンスラビッツが廃部したため、中国を本拠地とするチャイナドラゴンに入団。正ゴールテンダーとして32試合に出場。

### High1時代

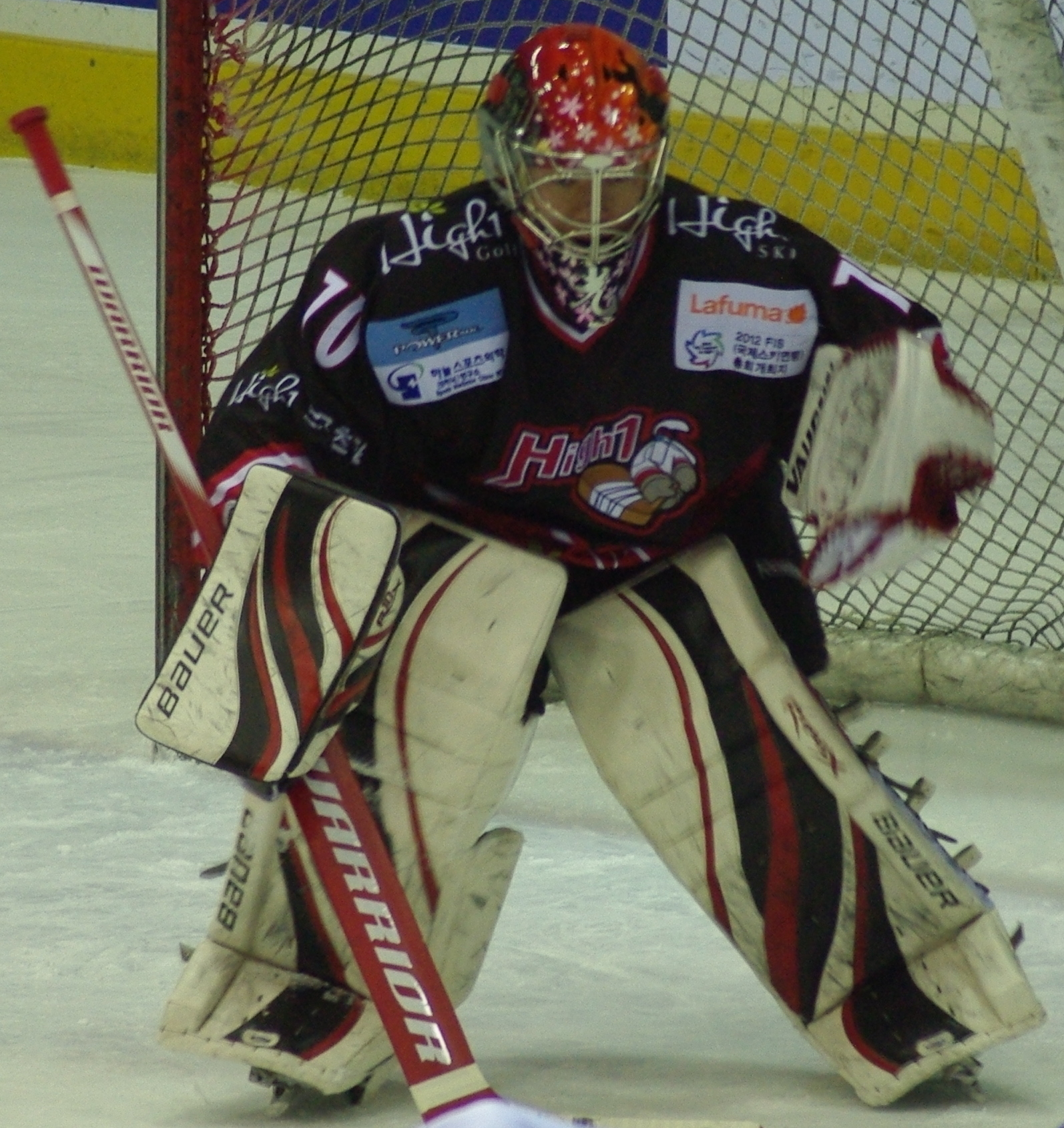
High1での現役時代
(2011年2月20日、高陽にて)

2010-11シーズンに韓国を本拠地とするHigh1アイスホッケーチームに移籍。この年が正ゴールテンダーとして３６試合に出場。
2012-13シーズン終了まで3シーズン在籍。
4シーズン目の2013-14シーズン、悲願のプレーオフ出場を果たす。
2014年4月、韓国（高陽市※High1の本拠地）で開催される世界選手権に出場。

### 日本製紙クレインズ時代
2014-2015シーズンから日本製紙クレインズに移籍。念願かなって日本のチームのゴールを守る。
日本製紙クレインズ休部に伴いFA権を行使した。

### H.C.栃木日光アイスバックス時代
2019年6月20日にH.C.栃木日光アイスバックスに移籍。6月21日に入団会見が行われた。
オフの2020年5月26日に2020-2021シーズンの契約に合意した。
2020-2021年シーズン終了後の5月31日に2021-22シーズンの契約を更新。
2021-2022年シーズン終了後の5月21日に2022-23シーズンの契約を更新。
2022-2023年シーズン終了後の5月1日に契約満了で退団した。

### レッドイーグルス北海道時代
2023年5月15日にレッドイーグルス北海道へ移籍した。
2024年3月8日に2023-24シーズンをもって現役を引退することが発表された。
2024年4月10日に日本アイスホッケー連盟強化委員・GKコーチに就任した。

### オーストラリア時代
2024年5月にオーストラリアン・アイスホッケーリーグ（AIHL）のニューキャッスル・ノーススターズからオファーを受け、30日に入団し、現役復帰した。8月までプレーする予定である。日本代表のコーチは引き続き務め、ノーススターズでも選手育成に一役買うことを期待された。

## 人物
背番号は70。これは長野オリンピック参加のために帰化した芋生ダスティの熱烈なファンであるためである。オーストラリアでも着用している。
High1移籍時に個人スポンサーが付き、アジアリーグ初のスポンサーロゴ入りのマスクを被った。
菊池秀治とは西武ホワイトベアーズで小学生時代からのチームメイトである。
小学生の時に「ダウンタウンのごっつええ感じ」のワンコーナーにGKで出演した事がある。
2024年のオーストラリア移籍後はチームメイト3人とルームシェアをして暮らしている。

## 書籍
- スポーツ感動物語－第２期①『海を越えて羽ばたく夢』　学研教育出版社